# Arrows A3
La Arrows A3 fu una vettura di Formula 1 impiegata dalla scuderia inglese nelle stagioni 1980 e 1981. 

## Storia
Progettata da Tony Southgate e Dave Wass, con telaio in monoscocca d'alluminio, era spinta dal tradizionale motore Ford Cosworth DFV, aveva il cambio Hewland FGA 400 ed era gommata Goodyear nella prima stagione, mentre fu gommata prima Michelin poi Pirelli nella stagione seguente.

### 1980

Manfred Winkelhock su Arrows A3 a Imola nel 1980

Più leggera e più aerodinamicamente convenzionale della Arrows A2, l'Arrows A3 del 1980 soffriva di sottosterzo, tanto che Southgate tentò anche di piazzare una minigonna sotto al musetto, ma senza vantaggi. La A3 era spesso soggetta a guasti, che vanificavano buone prestazioni dei propri piloti. Patrese ottenne un sesto posto in Brasile e un secondo posto a Long Beach. Jochen Mass invece ottenne un sesto posto in Sudafrica, un quarto a Montecarlo e un secondo posto a Jarama, gara non valida per il Mondiale. In Austria Jochen Mass si lesionò due vertebre dopo una rovinosa uscita di strada con tanto di capottamento, venendo sostituito prima da Thackwell e poi da Winkelhock, ma nessuno dei due riuscì a qualificarsi.

### 1981
Quella del 1981 invece fu una vettura molto più prestazionale. Dave Wass rimpiazzò Tony Southgate e riuscì con qualche modifica a migliorarne le prestazioni. Alleggerì la vettura, ponendo dei radiatori in alluminio, e inserendo alcune parti in carbonio. La Arrows si ritrovò subito più competitiva rispetto all'anno precedente, anche per via delle gomme radiali Michelin. Siegfried Stohr, che portò in Arrows lo sponsor Beta Utensili, sostituì Jochen Mass.

Riccardo Patrese al volante della A3 nel Gran Premio di San Marino 1981 chiuso al secondo posto.

A Long Beach, prima tappa del campionato, Patrese ottenne la prima e unica pole position della Arrows; in gara comandò a lungo la corsa prima di essere costretto al ritiro per un guasto. Un pezzo di plastica andò infatti ad ostruire il filtro della benzina creando problemi di alimentazione. In Brasile Patrese riuscì a riscattarsi arrivando terzo sotto al diluvio, poi di nuovo secondo ad Imola. A Zolder, nella quinta tappa del mondiale, Patrese partì in quarta posizione, ma al via rimase fermo e non prese parte alla corsa: il meccanico Dave Luckett, entrato in pista poco prima del via per aiutare il pilota, rimase a terra dopo essere stato schiacciato tra le due Arrows, cavandosela con una frattura alle gambe e ad un braccio. A Montecarlo Patrese si qualificò in quinta posizione mentre Stohr era solo quattordicesimo. Patrese dopo una bella partenza rimontò al secondo posto fino a quando non si ritirò per noie al cambio.
La competitività della Arrows terminò qui. Dopo due deludenti Gran Premi come Jarama e Digione, a Silverstone la scuderia passò alle gomme Pirelli, perché, visto il ritorno della Goodyear, la Michelin decise di fornire le proprie gomme solo a chi avesse un contratto valido per il 1981, che la Arrows non aveva. A Silverstone Patrese si qualificò in decima posizione, e approfittando dei vari ritiri si portò al terzo posto, ma a 4 giri dal termine il motore si ruppe. Il resto della stagione fu un calvario, con una macchina non più sviluppata. Stohr venne addirittura appiedato dopo il Gran Premio d'Olanda e il suo posto fu presto da Jacques Villeneuve Sr., anch'esso sostenuto da munifici sponsor, senza mai qualificarsi. A fine stagione Patrese lasciò la Arrows.

## Risultati
| Anno | Team                          | Motore            | Gomme | Piloti     |     |    |     |   |     |   |    |    |   |    |     |     |     |     | Punti | Pos. |
| ---- | ----------------------------- | ----------------- | ----- | ---------- | --- | -- | --- | - | --- | - | -- | -- | - | -- | --- | --- | --- | --- | ----- | ---- |
| 1980 | Warsteiner Arrows Racing Team | Ford Cosworth DFV | G     | Patrese    | Rit | 6  | Rit | 2 | Rit | 8 | 9  | 9  | 9 | 14 | Rit | Rit | Rit | Rit | 11    | 7º   |
| 1980 | Warsteiner Arrows Racing Team | Ford Cosworth DFV | G     | Mass       | Rit | 10 | 6   | 7 | Rit | 4 | 10 | 13 | 8 | NQ |     |     | 11  | Rit | 11    | 7º   |
| 1980 | Warsteiner Arrows Racing Team | Ford Cosworth DFV | G     | Thackwell  |     |    |     |   |     |   |    |    |   |    | NQ  |     |     |     | 11    | 7º   |
| 1980 | Warsteiner Arrows Racing Team | Ford Cosworth DFV | G     | Winkelhock |     |    |     |   |     |   |    |    |   |    |     | NQ  |     |     | 11    | 7º   |

| Anno | Team                     | Motore            | Gomme | Piloti     |     |     |   |    |     |     |     |    |     |     |     |     |     |     |    | Punti | Pos. |
| ---- | ------------------------ | ----------------- | ----- | ---------- | --- | --- | - | -- | --- | --- | --- | -- | --- | --- | --- | --- | --- | --- | -- | ----- | ---- |
| 1981 | Ragno Arrows Racing Team | Ford Cosworth DFV | M P   | Patrese    | Rit | 3   | 7 | 2  | Rit | Rit | Rit | 14 | 10  | Rit | Rit | Rit | Rit | Rit | 11 | 10    | 8º   |
| 1981 | Ragno Arrows Racing Team | Ford Cosworth DFV | M P   | Stohr      | NQ  | Rit | 9 | NQ | Rit | Rit | Rit | NQ | Rit | 12  | Rit | 7   | NQ  |     |    | 10    | 8º   |
| 1981 | Ragno Arrows Racing Team | Ford Cosworth DFV | M P   | Villeneuve |     |     |   |    |     |     |     |    |     |     |     |     |     | NQ  | NQ | 10    | 8º   |

| Legenda | 1º posto     | 2º posto | 3º posto    | A punti         | Senza punti/Non class.  | Grassetto – Pole position Corsivo – Giro più veloce |
| Legenda | Squalificato | Ritirato | Non partito | Non qualificato | Solo prove/Terzo pilota | Grassetto – Pole position Corsivo – Giro più veloce |